# Xã Alexander, Quận Benton, Missouri
Xã Alexander (tiếng Anh: Alexander Township) là một xã thuộc quận Benton, tiểu bang Missouri, Hoa Kỳ. Năm 2010, dân số của xã này là 527 người.